# 鈴木昇一
鈴木 昇一（すずき しょういち、1952年1月 - ）は、日本の医学者、藤田保健衛生大学医療科学部放射線学科教授。放射線被曝、とくに医療の現場で日常的に用いられるエックス線による被曝およびその防護・安全管理を専門とする医療被曝の権威である。

## 来歴
元来、藤田保健衛生大学病院放射線部にて、診療放射線技師として放射線医療に従事する。その後、国内初の4年制診療放射線技師養成校である衛生学部診療放射線技術学科が同大学に開設され、教員として配属となる。
藤田保健衛生大学医学部放射線医学講座・元教授の古賀佑彦とは、専門とする領域（放射線防護や放射線治療）が共通であり、大きく影響を受けている。
藤田保健衛生大学衛生学部診療放射線技術学科・元教授の折戸武郎は放射線管理学を専門とし、両人は共同研究の件数が多く、鈴木は折戸から研究上様々な指導を受けた。
放射線治療の分野においては、元愛知県がんセンター病院放射線治療部の植田俊男（元藤田保健衛生大学客員教授）や、岐阜医療科学大学保健科学部放射線技術学科教授の内山幸男と親交がある。
放射線防護の分野においては、金沢大学医学部保健学科放射線技術科学専攻（大学院医学系研究科保健学専攻量子医療技術学講座）教授の越田吉郎との親交が深い。
現在、医療被曝の研究において国内を代表する専門家・研究者の一人であり、大学内だけでなく、日本放射線技術学会を始めとした各種学会において研究発表を行うと共に、講習会やセミナー等の講師を務めることも多い。

## 経歴
- 1979年　名城大学理工学部数学科卒業
- 1987年　藤田保健衛生大学衛生学部診療放射線技術学科講師
- 1999年　藤田保健衛生大学衛生学部診療放射線技術学科助教授
- 2004年　藤田保健衛生大学衛生学部診療放射線技術学科教授（当該学部学科は、2008年より医療科学部放射線学科に改編）

## 学位・専門分野
藤田保健衛生大学医学部（大学院医学研究科）より、医学博士の学位を授与される。
医療放射線被曝（放射線防護・放射線管理学）を始め、放射線関連の法規、および放射線治療を専門とする。